# Општина Браништеа (Бистрица-Насауд)
Браништеа (рум. Braniştea) општина је у Румунији у округу Бистрица-Насауд.
Oпштина се налази на надморској висини од 347 m.